# Cerro Largo
Pour les articles homonymes, voir Cerro Largo (homonymie).
Le département de Cerro Largoest situé dans l'est de l'Uruguay.

## Géographie
Le département du nord est du pays a une frontière commune avec le Brésil, il est relativement étendu et est entouré par les départements Rivera et Tacuarembó au nord ouest, par le Durazno à ouest, et par le Treinta y Tres au sud.

## Histoire
À l'origine, le département était une base avancée stratégique pour l'Espagne pour surveiller le Portugal qui était installé au Brésil. Le département a été fondé en 1821.

## Population

### Villes les plus peuplées

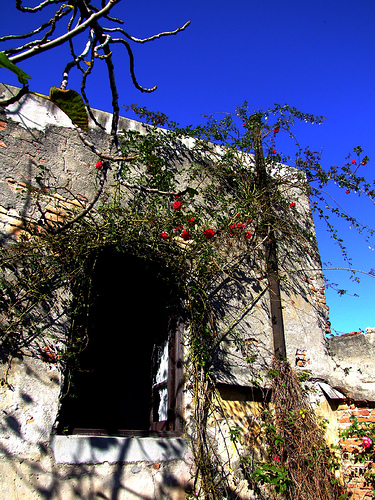
La maison de la poétesse uruguayenne Juana de Ibarbourou à Melo.

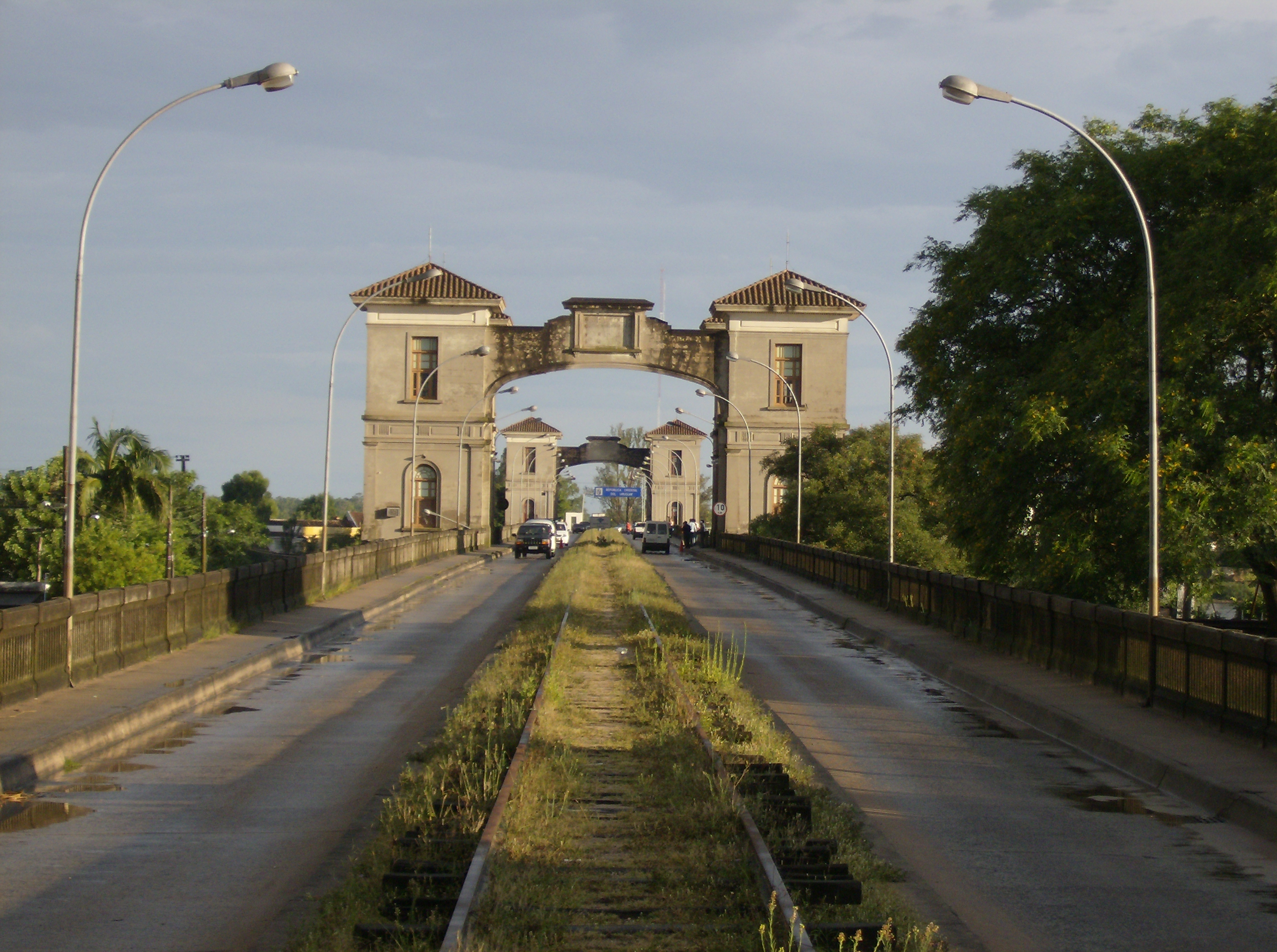
La frontière entre le Brésil et l'Uruguay à Río Branco.

Selon le recensement de 2004,.
| Ville           | Population |
| --------------- | ---------- |
| Melo (capitale) | 51 830     |
| Río Branco      | 14 604     |
| Fraile Muerto   | 3 168      |
| Isidoro Noblia  | 2 331      |
| Aceguá          | 1 511      |
| Tupambaé        | 1 122      |

### Autres villes
| Ville                | Population |
| -------------------- | ---------- |
| Hipódromo            | 480        |
| Plácido Rosas        | 459        |
| Barrio López Benítez | 413        |
| La Vinchuca          | 355        |
| Lago Merín           | 327        |
| Bañado de Medina     | 254        |
| Cerro de las Cuentas | 241        |
| Arbolito             | 223        |
| Tres Islas           | 211        |
| Ramón Trigo          | 171        |
| Toledo               | 139        |
| Arévalo              | 82         |
| Mangrullo            | 31         |
| Soto Goro            | 31         |
| Esperanza            | 27         |
| Nando                | 14         |

## Économie
Son économie repose essentiellement sur l'élevage bovin et ovin. Pour autant, la place réservée à l'élevage extensif diminue au profit de l'élevage intensif. La pêche dans la Laguna Merín, l'exploitation de la forêt et celle de l'argile sont compromises. L'agriculture réduit son importance sauf dans les zones de rizières à proximité de la Laguna Merín et cette agriculture apporte au marché local quelques produits comme le maïs, blé, soja, quelques fruits et la vigne. L'activité industrielle du département est faible et se réduit a des entrepôts pour la viande et les produits de l'élevage et à l'extraction de la Chaux.